# Neopanax kermadecensis
Neopanax kermadecensis är en araliaväxtart som först beskrevs av W.R.B.Oliv., och fick sitt nu gällande namn av Allan. Neopanax kermadecensis ingår i släktet Neopanax och familjen Araliaceae. Inga underarter finns listade.